# 崔惟琳
崔惟琳（1937年7月—），男，山东莱西人，中华人民共和国政治人物，曾任山东师范大学党委书记，山东省教育厅厅长，山东省政协副主席。